# Jag funnit en Frälsare, mäktig och god
Jag funnit en Frälsare, mäktig och god är en sång med text av en okänd författare och som sjungs till en melodi från 1924 av psalmförfattaren och tonsättaren C. E. Brown. Sången är översatt till svenska av Einar Wærmö (1901-1983).

## Publicerad i
- Underbar frid som nr 1 med titeln "Underbar frid" utgiven av barytonsångaren Einar Ekberg 1943.
- Segertoner 1988 som nr 546 under rubriken "Att leva av tro - Förtröstan - trygghet".[1]
- Frälsningsarméns sångbok 1990 som nr 555 under rubriken "Erfarenhet och vittnesbörd".
- Sångboken 1998 som nr 54